# Swain County
Swain County ist ein County im Bundesstaat North Carolina der Vereinigten Staaten. Der Verwaltungssitz (County Seat) ist Bryson City, das nach Colonel Thaddeus Bryson benannt wurde.

## Geographie
Das County liegt fast im äußersten Westen von North Carolina, grenzt im Norden an Tennessee, ist im Süden etwa 35 km von Georgia entfernt und hat eine Fläche von 1400 Quadratkilometern, wovon 32 Quadratkilometer Wasserfläche sind. Es grenzt im Uhrzeigersinn an folgende Countys: Haywood County, Jackson County, Macon County und Graham County.
Swain County ist in drei Townships aufgeteilt: Charleston, Forneys Creek und Nantahala.

## Geschichte
Swain County wurde 1871 aus Teilen des Jackson County gebildet. Benannt wurde es nach David Lowry Swain, dem Gouverneur von North Carolina in der Zeit von 1832 bis 1835 und anschließenden Präsidenten der University of North Carolina für 33 Jahre.
Neun Bauwerke und Stätten des Countys sind insgesamt im National Register of Historic Places eingetragen (Stand 16. März 2018).

## Demografische Daten
Nach der Volkszählung im Jahr 2000 lebten im Swain County 12.968 Menschen in 5.137 Haushalten und 3.631 Familien. Die Bevölkerungsdichte betrug 9 Einwohner pro Quadratkilometer. Ethnisch betrachtet setzte sich die Bevölkerung zusammen aus 66,33 Prozent Weißen, 1,70 Prozent Afroamerikanern, 29,03 Prozent amerikanischen Ureinwohnern, 0,15 Prozent Asiaten, 0,01 Prozent Bewohnern aus dem pazifischen Inselraum und 0,49 Prozent aus anderen ethnischen Gruppen; 2,28 Prozent stammten von zwei oder mehr Ethnien ab. 1,47 Prozent der Bevölkerung waren spanischer oder lateinamerikanischer Abstammung.
Von den 5.137 Haushalten hatten 30,0 Prozent Kinder unter 18 Jahren, die bei ihnen lebten. 52,3 Prozent davon waren verheiratete, zusammenlebende Paare, 13,9 Prozent waren allein erziehende Mütter und 29,3 Prozent waren keine Familien. 25,8 Prozent waren Singlehaushalte und in 11,1 Prozent lebten Menschen mit 65 Jahren oder älter. Die Durchschnittshaushaltsgröße betrug 2,44 und die durchschnittliche Familiengröße war 2,91 Personen.
24,3 Prozent der Bevölkerung waren unter 18 Jahre alt. 8,3 Prozent zwischen 18 und 24 Jahre, 26,7 Prozent zwischen 25 und 44 Jahre, 25,4 Prozent zwischen 45 und 64, und 15,3 Prozent waren 65 Jahre alt oder Älter. Das Durchschnittsalter betrug 39 Jahre. Auf alle weibliche Personen kamen 94,6 männliche Personen. Auf alle Frauen im Alter von 18 Jahren oder darüber kamen 91,2 Männer.
Das jährliche Durchschnittseinkommen eines Haushalts betrug 28.608 USD und das jährliche Durchschnittseinkommen einer Familie betrug 33.786 $. Männer hatten ein durchschnittliches Einkommen von 26.570 $ gegenüber den Frauen mit 20.722 $. Das Prokopfeinkommen betrug 14.647 $. 18,3 Prozent der Bevölkerung und 13,3 Prozent der Familien lebten unterhalb der Armutsgrenze. 25,6 Prozent von ihnen sind Kinder und Jugendliche unter 18 Jahre und 19,1 Prozent sind 65 Jahre oder älter.